# Énergie éolienne au Portugal

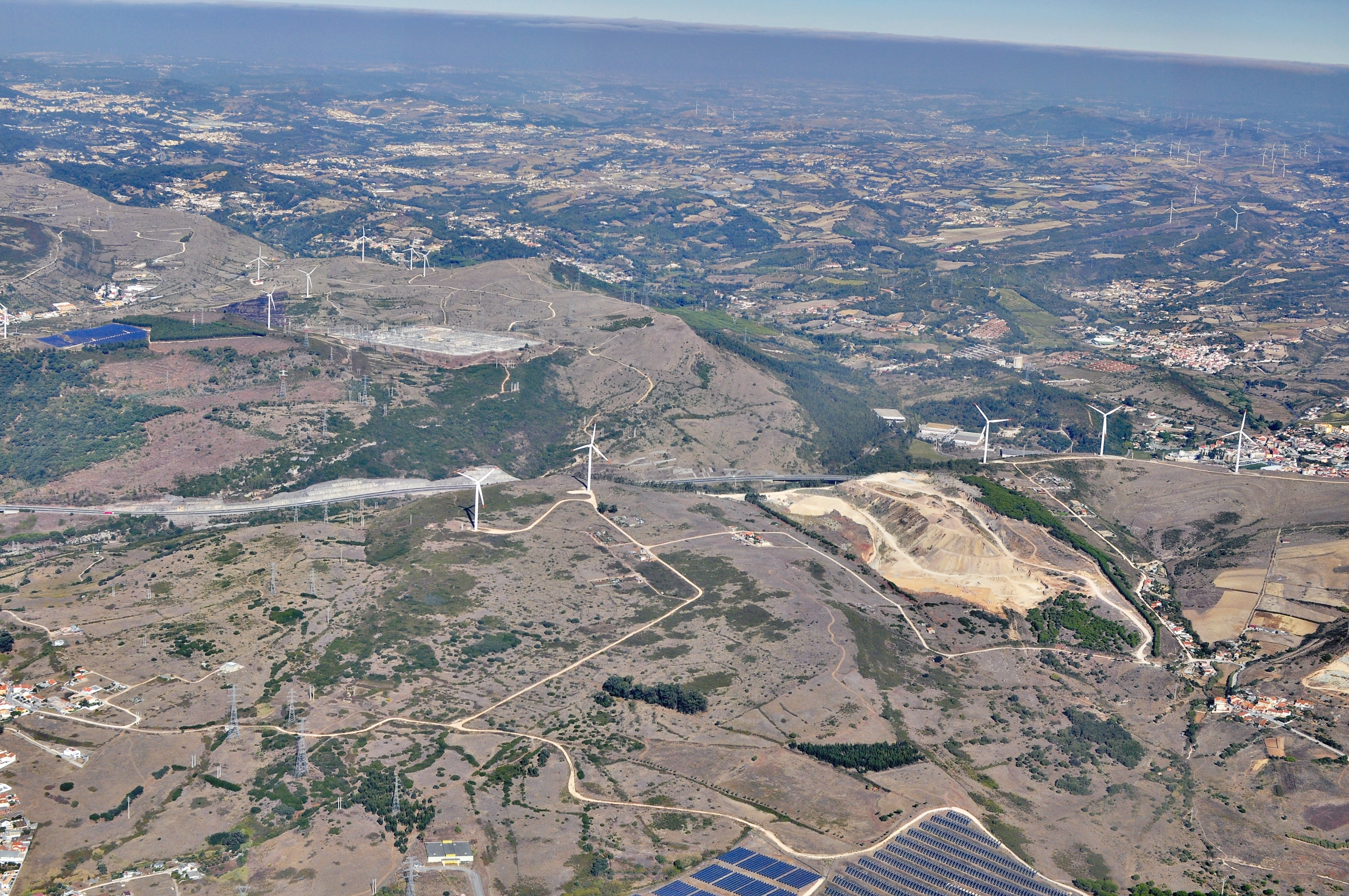
Parcs éoliens et solaires au nord de Lisbonne, 2015.

L'énergie éolienne est une source d'énergie très importante au Portugal : l'éolien produisait 26,9 % de l'électricité du pays en 2023.
Le Portugal se classe au 10e rang des pays de l'Union européenne (UE) producteurs d'électricité éolienne en 2024 ; pour la puissance installée, il est au 10e rang européen et au 19e rang mondial ; sa puissance installée par habitant le classe au 9e rang de l'UE, avec une puissance unitaire supérieure de 3 % à la moyenne de l'UE .
La première plateforme éolienne flottante d'Europe continentale a été installée au Portugal en 2020. D'autres projets éoliens en mer sont en développement (2,61 GW).

## Production d'électricité éolienne

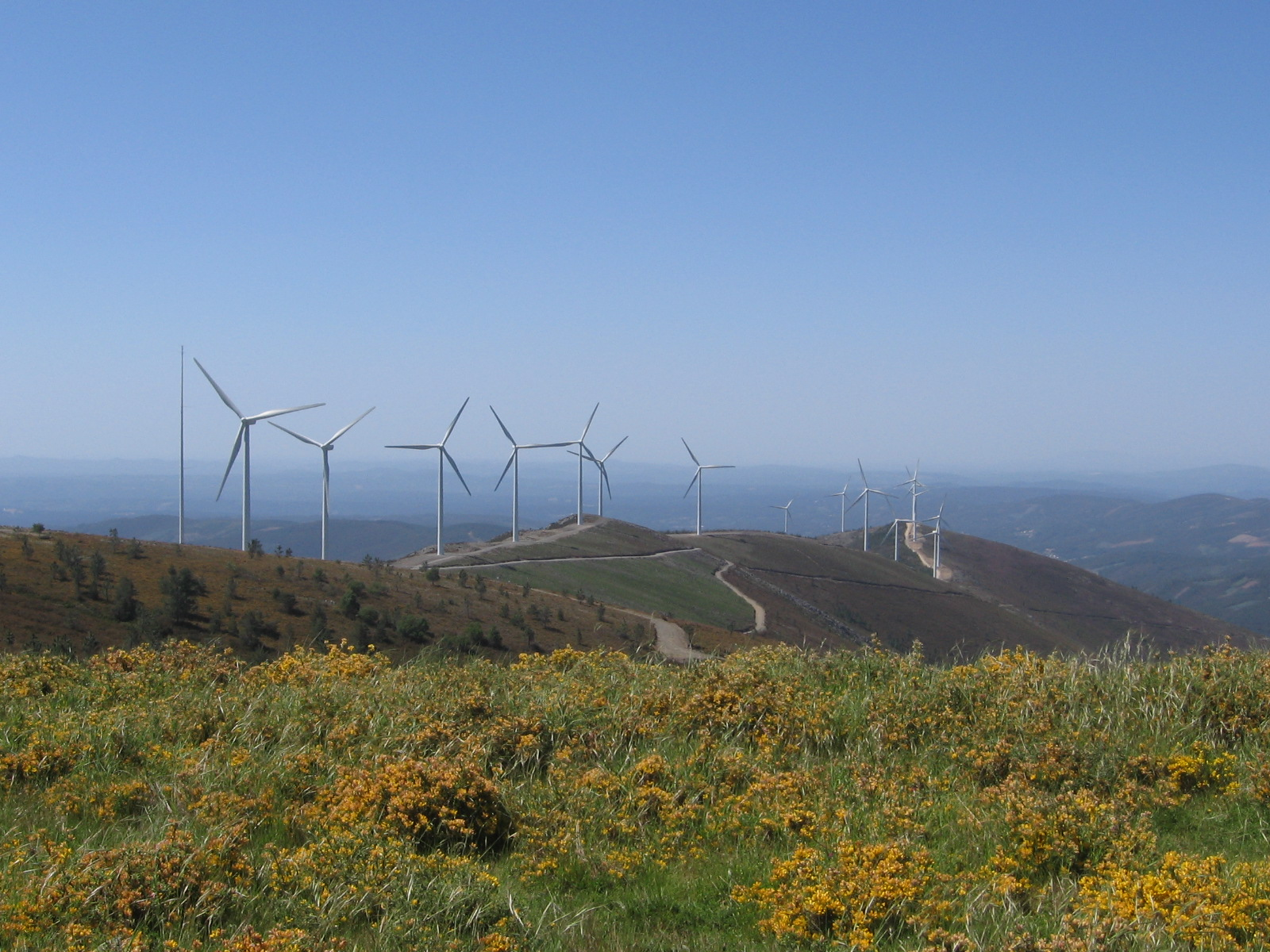
Parc éolien de Serra da Lousã.

Puissance installée et production d'énergie éolienne au Portugal

Selon EurObserv'ER, la production éolienne du Portugal s'est élevée à 14 451 GWh en 2024, en progression de 9,9 % par rapport à 2023, soit 3,0 % du total de l'Union européenne (UE), au 10e rang des producteurs éoliens de l'UE, derrière l'Allemagne (28,5 %), l'Espagne (12,8 %), la France (9,2 %), la Suède (8,5 %), les Pays-Bas (6,8 %), la Pologne (5,2 %), etc.
La production éolienne du Portugal s'est élevée à 13 184 GWh en 2023, soit 26,9 % de la production nationale brute d'électricité, en baisse de 0,5 % par rapport à 2022.
Selon l'Energy Institute, en 2023 l'éolien portugais a produit 13,2 TWh, soit 26,8 % de la production d'électricité du pays.
| Année | Production (GWh) | Accroissement | Part prod.élec. |
| 2000  | 168              |               | 0,4 %           |
| 2005  | 1 773            |               | 3,8 %           |
| 2006  | 2 925            | +65 %         | 6,0 %           |
| 2007  | 4 037            | +38 %         | 8,5 %           |
| 2008  | 5 757            | +43 %         | 12,5 %          |
| 2009  | 7 577            | +32 %         | 15,1 %          |
| 2010  | 9 182            | +21 %         | 17,0 %          |
| 2011  | 9 161            | -0,2 %        | 17,5 %          |
| 2012  | 10 259           | +12 %         | 22,0 %          |
| 2013  | 12 014           | +17 %         | 23,3 %          |
| 2014  | 12 111           | +0,8 %        | 22,9 %          |
| 2015  | 11 607           | -4,2 %        | 22,1 %          |
| 2016  | 12 474           | +7,5 %        | 20,7 %          |
| 2017  | 12 247           | -1,8 %        | 20,6 %          |
| 2018  | 12 616           | +3,0 %        | 21,2 %          |
| 2019  | 13 666           | +8,3 %        | 25,7 %          |
| 2020  | 12 298           | -10,0 %       | 23,2 %          |
| 2021  | 13 215           | +7,5 %        | 25,9 %          |
| 2022  | 13 244           | +0,2 %        | 27,1 %          |
| 2023  | 13 184           | -0,5 %        | 26,9 %          |
| 2024  | 14 451           | +9,6 %        |                 |

En 2023, la production éolienne du Portugal s'est élevée à 13 156 GWh, en baisse de 0,7 % par rapport à 2022, au 11e rang des producteurs éoliens de l'Union européenne (UE), avec 2,8 % du total de l'UE, derrière l'Allemagne (29,8 %), l'Espagne (13,5 %), la France (10,6 %), la Suède (7,2 %), les Pays-Bas (6,1 %), etc.
En 2022, la production éolienne du Portugal s'est classée au 9e rang des producteurs éoliens de l'Union européenne (UE), avec 3,2 % du total de l'UE, derrière l'Allemagne (29,9 %), l'Espagne (14,9 %), la France (9,0%), la Suède (7,9 %), etc.
La production éolienne a couvert 26,1 % de la consommation d'électricité du pays en 2021 (24,7 % en 2020, 26,7 % en 2019). Ce taux de couverture varie de 17 % en avril 2021 à 41,3 % en décembre 2021.
Le Portugal était en 2019 le 9e producteur d'électricité éolienne européen avec 13 732 GWh, soit 3,2 % du total de l'Union européenne à 28, loin derrière l'Allemagne : 126 000 GWh et l'Espagne : 54 212 GWh ; la production portugaise a progressé de 8,8 % en 2019
Le Portugal était en 2018 le 9e producteur d'électricité éolienne européen avec 12 657 GWh, soit 3,3 % du total européen, loin derrière l'Allemagne : 111 590 GWh et l'Espagne : 50 787 GWh ; la production portugaise a progressé de 3,3 % en 2018.
L'éolien couvrait 24,95 % de la consommation électrique portugaise sur la période de mi-2017 à mi-2018 (3e rang européen) ; ce taux atteignait 40,5 % au Danemark, 28,1 % en Irlande, 20,4 % en Allemagne, 14,1 % au Royaume-Uni, 11,2 % en Suède et 5,7 % en France.

## Puissance installée

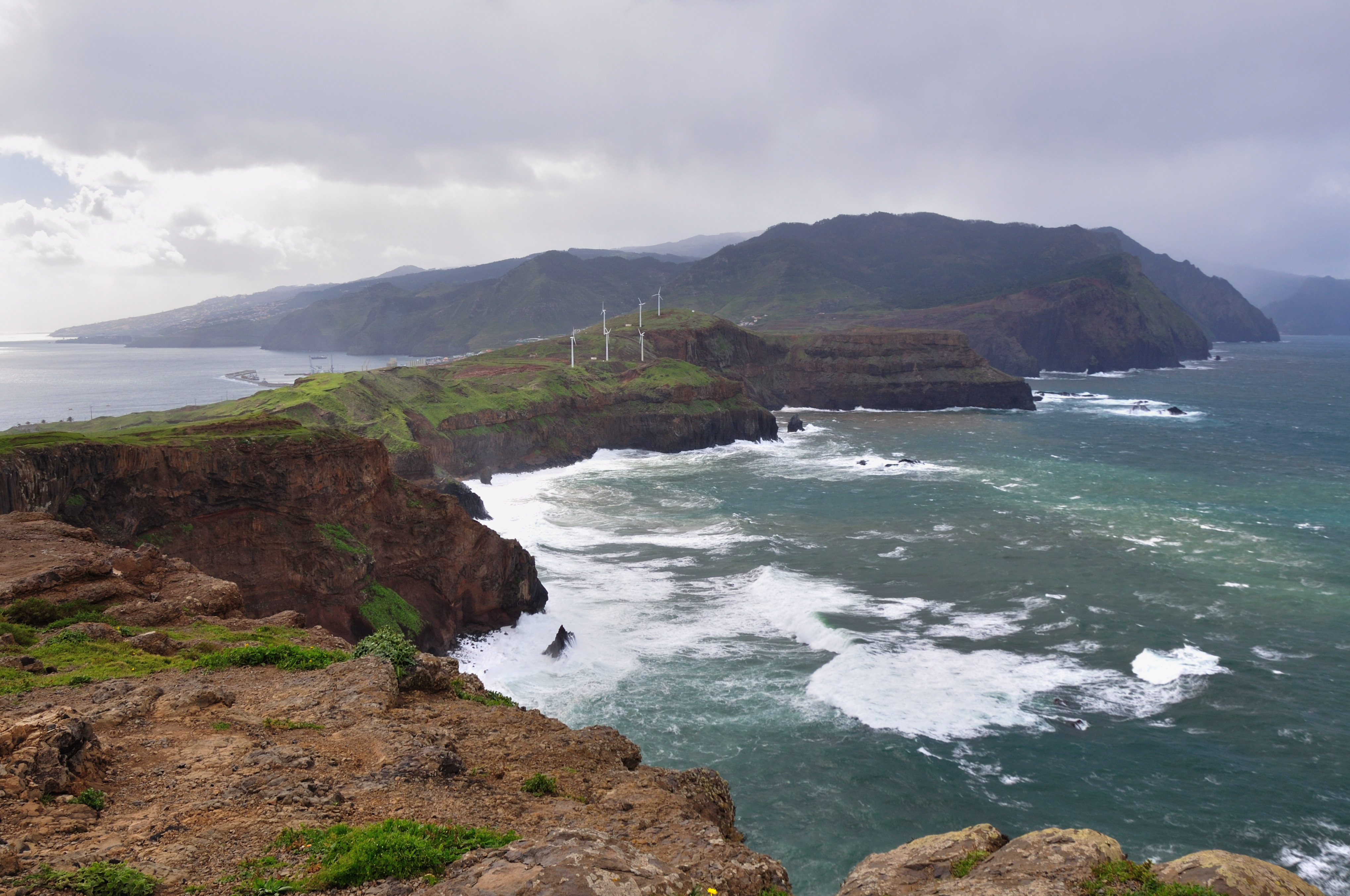
Parc éolien de Ponta de São Lourenço à Madère.

Le Portugal a installé 112 MW en 2024, portant sa puissance installée éolienne à 5 650 MW fin 2024 (+2,0 %). Il se classe au 10e rang de l'Union européenne (UE) (2,4 % du total de l'UE), derrière l'Allemagne (28,5 %), l'Espagne (12,8 %), la France (9,2 %), la Suède (8,5 %), les Pays-Bas (6,8 %), la Pologne (5,2 %), etc. Sa part du marché de l'UE en 2024 était de 0,8 %.
La puissance installée par habitant du Portugal s'élevait en 2024 à 531 W, supérieure de 3 % à la moyenne de l'UE (516,2 W), au 9e rang européen, derrière la Suède (1 632,1 W), l'Allemagne (872,1 W), l'Espagne (655,2 W), mais devant la France (364,6 W).
En 2023, le Portugal a installé 271 MW, portant sa puissance installée éolienne à 5 809 MW fin 2023 (+4,9 %). Il se classe au 10e rang de l'Union européenne (UE) avec 2,7 % du total de l'UE, derrière l'Allemagne (31,8 %), l'Espagne (14,1 %), la France (10,2 %), la Suède (7,4 %), l'Italie (5,6 %), etc. Sa part du marché de l'UE en 2023 était de 1,7 %, au 13e rang.
En 2022, le Portugal a installé 243,7 MW, portant sa puissance installée éolienne à 5 671 MW fin 2022 (+4,5 %). Il se classe au 10e rang de l'Union européenne (UE) avec 2,8 % du total de l'UE, derrière l'Allemagne (32,7 %), l'Espagne (14,3 %), la France (9 %), la Suède (7,2 %), etc. Sa part du marché de l'UE en 2022 était de 1,6 %, au 12e rang.
La puissance installée par habitant du Portugal s'élevait en 2022 à 547,8 W, supérieure de 20,7 % à la moyenne de l'UE (453,7 W), au 7e rang européen.
Au niveau mondial, le Portugal se situe au 19e rang en 2022 avec 0,6 % de la puissance installée mondiale, loin derrière la Chine (365 440 MW), les États-Unis (144 226 MW), l'Allemagne (66 206 MW) et l'Inde (41 930 MW). Les nouvelles installations d'éoliennes en Italie ont représenté 0,3 % du marché mondial.
Les 2804 éoliennes en service fin 2021 totalisaient une puissance installée de 5 642 MW ; 21 éoliennes étaient en construction (75,8 MW).
Le Portugal a installé 69,7 MW en 2019, soit +1,3 %, portant la puissance installée de son parc éolien à 5 242 MW (contre 5 172 MW fin 2018), au 9e rang européen avec 2,7 % du total de l'Union européenne à 28.
En 2018, les nouvelles installations ont été de 67 MW, soit +1,3 %, portant la puissance installée du parc éolien au 9e rang européen avec 3 % du total de l'Union européenne.
Le Portugal se classait au 15e rang mondial pour sa puissance installée fin 2018, avec 0,9 % du total mondial, alors que la population portugaise représente seulement 0,15 % du total mondial.
Pour la puissance installée par habitant, le Portugal se situe en 2017 au 5e rang avec 515,3 W/habitant ; le Danemark est 1er avec 960,3 W/hab et l'Espagne 6e avec 498,0 W/hab ; la moyenne de l'Union européenne est de 330,2 W/hab.

## Éolien offshore
Le Portugal n'a pas effectué de mise en service en mer de 2021 à 2024. Fin 2024, son parc éolien en mer reste à 25 GWh. La production de ce parc s'élève à 87 GWh en 2024 contre 79 GWh en 2023.
En 2019, la première turbine de 8,4 MW de la plateforme éolienne offshore « Windfloat Atlantic Phase 1 » a été installée au Portugal.
Le 27 juillet 2020, la troisième éolienne flottante du projet WindFloat Atlantic (25 MW), premier parc éolien flottant d’Europe continentale, installé par Bourbon Subsea Services, a été connectée au réseau et le parc éolien a été entièrement mis en service.
Le parc WindFloat est équipé de 3 turbines Vestas de 8,33 MW.

## Répartition géographique
Les districts les plus équipés étaient (fin 2021) :
- Viseu : 1 176,7 MW (+ 19,2 MW en construction)
- Coimbra : 713,7 MW
- Vila Real : 662,6 MW (+ 8,8)
- Guarda : 611,7 MW
- Castelo Branco : 469,1 MW (+ 33,6)

Ces cinq districts (sur 18), tous situés dans la moitié nord du pays, regroupaient 67 % de la capacité éolienne portugaise.
La puissance installée éolienne du Portugal s'élevait à 5 642 MW en 2021, dont 5 516 MW sur le continent, 64,2 MW à Madère, 36,7 MW aux Açores et 25 MW en mer. 75,8 MW étaient en construction.

## Principaux parcs éoliens

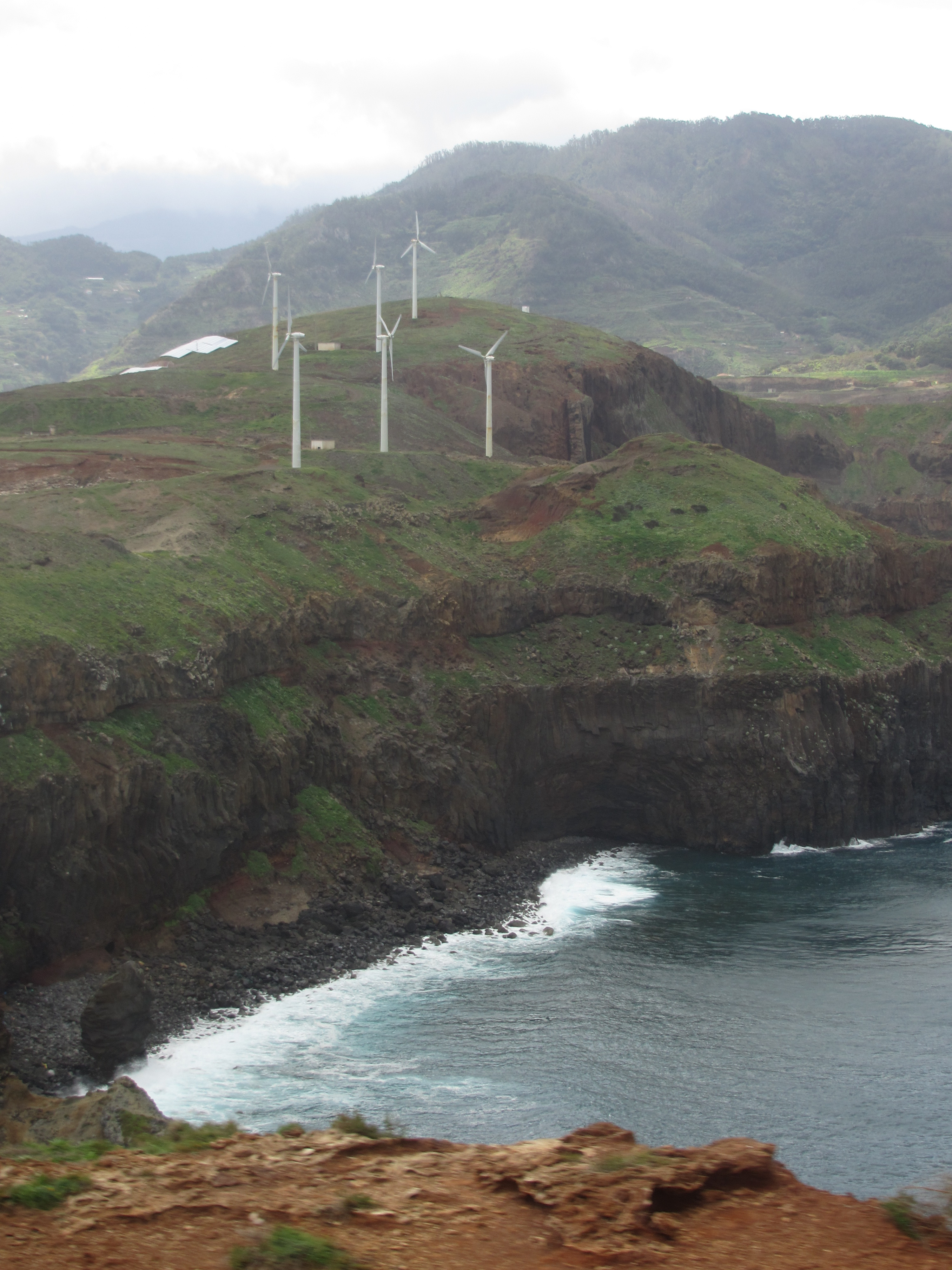
Parc éolien de Caniçal à Madère, 2013.

La base de données The Windpower recense 267 parcs éoliens portugais totalisant 8,3 GW en avril 2023, dont 5,6 GW en fonctionnement (5,57 GW à terre et 0,03 GW en mer), et 2,61 GW en projet (offshore), dont les plus importants sont :
| Nom               | Localisation     | Turbines nombre | Turbines fabricant       | Date mise en service | Puissance totale (MW) |
| ----------------- | ---------------- | --------------- | ------------------------ | -------------------- | --------------------- |
| Alto Minho I      | Viana do Castelo | 120             | Enercon                  | 2007-2016            | 263,5                 |
| Alto Douro        | Viseu            | 111             | Enercon                  | 2010-2015            | 253,2                 |
| Alto da Coutada   | Vila Real        | 72              | Enercon                  | 2010-2013            | 165,6                 |
| Pinhal interior   | Castelo Branco   | 63              | Gamesa, Suzlon et Vestas | 2005-2007            | 144                   |
| Penamacor         | Castelo Branco   | 72              | Enercon et Vestas        | 2006-2016            | 143,8                 |
| Raia              | Guarda           | 56              | Enercon                  | 2011-2013            | 128,8                 |
| Amaral            | Lisboa           | 61              | Enercon, Gamesa          | 2008                 | 122                   |
| Gardunha          | Castelo Branco   | 57              | Enercon                  | 2008                 | 114                   |
| Terras Altas Fafe | Braga            | 53              | Gamesa                   | 2004-2008            | 106                   |
| Terra Fria        | Vila Real        | 52              | Enercon                  | 2010-2012            | 104                   |

Le parc éolien d'Alto Minho, dans le district de Castelo Branco, était le plus grand du pays et le 13e mondial lors de sa mise en service fin 2010 avec 240 MW (120 éoliennes Enercon de 2 MW unitaires).

### Ouvrages - publications
: document utilisé comme source pour la rédaction de cet article.
- Baromètre éolien 2024, EurObserv'ER, 28 mars 2024 (lire en ligne [PDF]).
- Baromètre éolien 2023, EurObserv'ER, 28 mars 2023 (lire en ligne [PDF]). .
- (pt) Parques Eólicos em Portugal (Dez 2021), INEGI (Instituto de Ciência e Inovação em Engenharia Mecânica e Engenharia Industrial) et APREN (Associação Portuguesa de Energias Renováveis), décembre 2021 (lire en ligne [PDF]). .